# Parlez-moi d'amour (film, 2002)
Pour les articles homonymes, voir Parlez-moi d'amour.
Pour plus de détails, voir Fiche technique et Distribution.
Parlez moi d'amour est un film français réalisé par Sophie Marceau en 2002. C'est son premier long métrage.

## Synopsis
C'est une séparation après un mariage de quinze ans et trois enfants avec des retours en nombreux plans-séquences sur le passé sentimental.
Depuis quelque temps, Justine, la trentaine, ne cesse de pleurer pour un rien. Pour elle, chaque journée commence à cent à l'heure, jusqu'à ce qu'elle conduise ses trois garçons à l'école. Après quoi, elle se retrouve face à son époux, Richard, de vingt ans son aîné, dans leur coquet appartement parisien. Ils ne se parlent plus, leurs incessantes disputes étant devenues leur seul moyen de communication. Il y a quelques années, Justine, délaissée, s'est égarée dans les bras d'un autre. Richard ne lui a jamais pardonné et noie, depuis, son amertume dans l'alcool. Mais aujourd'hui, Justine n'en peut plus. Après quinze ans de vie commune, elle décide de quitter Richard, avant de se perdre complètement...

## Fiche technique
- Titre : Parlez-moi d'amour
- Réalisation : Sophie Marceau
- Scénario : Sophie Marceau
- Producteur : Alain Sarde
- Musique : Éric Neveux
- Photographie : Emmanuel Machuel
- Montage : Claudine Merlin
- Société de production : Canal+, Ciné Valse et Les Films Alain Sarde
- Société de distribution : Mars Films
- Genre : drame
- Sortie : 29 août 2002
- Durée : 98 minutes
- Pays d'origine :  France
- Langue : français

## Distribution
- Judith Godrèche : Justine
- Niels Arestrup : Richard
- Anne Le Ny : Amélie
- Laurence Février : mère de Justine
- Jean-Marie Frin : père de Justine
- Aurélien Wiik : William
- Daniel Isoppo : Hubert
- Jimmy Baudrand : Constantin
- Louis-Alexandre Lucotte : Jérémy
- Jules Boudier : Jacob
- Isabelle Olive (actrice)|Isabelle Olive : Carole
- Christelle Tual : Josée
- Chantal Banlier : Christine
- Annelise Hesme : Elsa
- Ariane Séguillon : Corinne
- Lilly-Fleur Pointeaux : Justine (à 9-12 ans)
- Léa Unglick : Justine (à 5 ans)
- Nastasia Demont : Clémentine (à 8 ans)
- James Gorter : Clément (à 8 ans)